# Малов, Владимир Игоревич
Влади́мир И́горевич Ма́лов (род. 1947) — русский советский писатель-фантаст и журналист. Учился в Московском институте инженеров землеустройства. Окончил Литературный институт им. А. М. Горького. С 1966 года работал в научно-популярном журнале «Юный техник». Работал в журнале «Вокруг света», в «Комсомольской правде». С середины 1990-х годов — ответственный редактор журнала «А почему?» (приложения к «Юному технику»). Живёт в Москве.
Первая публикация — фантастический рассказ-шутка «Двести лет спустя» (1964). Работал преимущественно в жанре детской научной фантастики. Написал повести «Академия „Биссектриса“. Записки школьника XXI века» (1968), «Семь пядей» (1970), «Я — шерристянин» (1973), «Куклы из космоса» (1975). Попытки писателя расширить возрастной диапазон повестями фантастики «для взрослых» — «Рейс „Надежды“» (1976), «Форпост» (1981) и др. не имели такого успеха, как его книги для детей. Произведения Малова были объединены в сборниках «Академия „Биссектриса“» (1982) и «Форпост „Надежда“» (1989). В 1990-х годах вернулся к детской литературе, написав цикл научно-фантастических «познавательных» повестей «Зачёт по натуральной истории» (1989), «Двенадцать мест в машине времени» (1990), «Царские книги» (1991), «Очень таинственный остров» (1992), «Подарки Галакспола» (1993), «Поваровка под колпаком» (1996), «Рыцарь Серого Кота» (1997). Написал также серию познавательных книг для детей по географии, истории, спорту («Музеи», «Географические карты», «Подводные исследования», «Календарь», «Почтовые марки», «Книга», «Рыцари», «Тайны пиратов», «Корабли и моряки», «Футбол», «100 великих футболистов», «100 великих олимпийских чемпионов», «100 великих спортивных достижений» и др.).
Умер 22 мая 2021, по сообщению Виталия Пищенко, от ковида.